# 林肯鎮區 (堪薩斯州尼歐肖縣)
林肯鎮區（英語：Lincoln Township）是位於美國堪薩斯州尼歐肖縣的一個行政鎮區。

## 地方資料
林肯鎮區的面積為124.54平方千米，當中陸地面積為123.89平方千米，而水域面積為0.65平方千米。根據2010年美國人口普查的數據，當地共有人口310人，而人口密度為每平方千米2.49人。

## 外部連結
- US-Counties.com
- City-Data.com （页面存档备份，存于）